# Рекомбинационное излучение
Рекомбинационное излучение — излучение, излучаемое в результате процесса рекомбинации — захвата пролетающего электрона ионом и перехода электрона в связанное состояние. При этом в излучение переходит энергия, равная сумме кинетической энергии свободного электрона и его энергии связи. Для водородной плазмы мощность рекомбинационного излучения на единицу объёма ({\displaystyle 1cm^{3}}) даётся формулой:
{\displaystyle Q\approx 6\cdot 10^{-22}{\frac {n_{e}^{2}}{\sqrt {T_{e}}}}}
До температуры около {\displaystyle 4\cdot 10^{5}} излучение рекомбинации превышает тормозное излучение вследствие торможения электронов. При более высоких температурах преобладает тормозное излучение. В случае ионов плазмы с большими зарядами излучение рекомбинации возрастает приблизительно пропорционально четвёртой степени заряда иона.

## Примечание
1. ↑  Элементарная физика плазмы, 1969, с. 86.
2. 1 2  Элементарная физика плазмы, 1969, с. 87.